# Juan de Luna y Pimentel
Juan de Luna y Pimentel (1435-1456) was een Spaans edelman en graaf van San Esteban de Gormaz van 1453 tot 1456.

## Afkomst
Juan de Luna was een zoon uit het tweede huwelijk van Álvaro de Luna met Juana Pimentel. Hij had één zus, María de Luna. Hun vader was een van de machtigste mannen van het koninkrijk van Castilië. Uiteindelijk maakte Isabella, de tweede echtgenote van Johan II van Castilië een eind aan de invloed van Álvaro de Luna aan het hof. Ze liet hem gevangenzetten en daarna onthoofden.

## Loopbaan
Na de arrestatie van Álvaro de Luna trokken zijn vrouw Juana Pimentel en de kinderen, Juan en María zich terug in het fort van Escalona. 
Juan erfde de titel van graaf van San Esteban de Gormaz. Deze titel had Álvaro in 1421 ontvangen van Johan II van Castilië.
Juan de Luna trouwde in 1454 met Leonor de Zúñiga, de oudste dochter van Álvaro de Zúñiga. 
Koning Hendrik IV van Castilië nam in 1461 alle bezittingen van de familie de Luna in beslag.

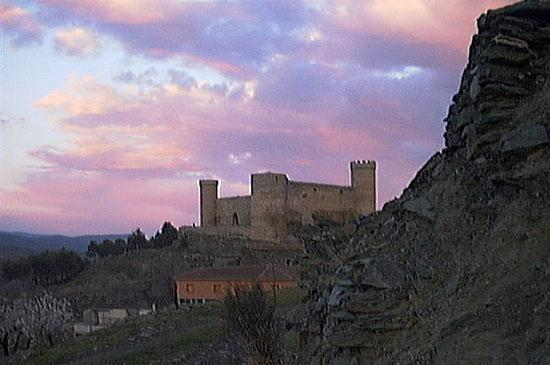
Het kasteel van Cornago, in 1461 veroverd door Juan de Luna.

Juan bezette daarop met troepen het kasteel van Cornago op de grens van Navarra en Castilië. Er waren veel adellijke families die dit gebied in wilden nemen en de familie De Luna moest haar bezittingen met hand en tand verdedigen.
In 1456 stierf Juan en zijn bezittingen vielen toe aan zijn dochter Juana de Luna, die heerste onder de voogdij van haar grootmoeder Juana Pimentel.
In 1459 trouwde zijn dochter Juana de Luna met Diego López Pacheco, markies van Villena en hertog van Escalona.

## Nageslacht
- Juana de Luna (1456 – 1480), gravin van San Esteban de Gormaz, later getrouwd met Diego López Pacheco hertog van Escalona